# チャグチャラーン
チャグチャラーン（ペルシア語: چغچران、ラテン文字：Chaghcharan、[tʃæɡtʃæˈrɑːn]、チャフチャラーン - Chakhcharanと呼ばれることもある、旧称：アーハンガラーン（ペルシア語: آهنگران、パシュトー語: آهنګران、Āhangarān）はアフガニスタン中央部にある都市であり、ゴール州の州都である。チャグチャラーンはハリー川の南岸に位置し、海抜は2,230ｍとなっている。チャグチャランやチャフチェラーンと表記されることもある。
チャグチャラーンは西はヘラートと高速道路で380kmにて結び、ほぼ同距離にてカーブルと結んでいる。厳しい気候のため冬季には道路はしばしば閉鎖され、夏季であっても道路状況が悪くチャグチャラーンからカーブルへは自動車で3日かかる。
2012年時点におけるチャグチャラーンの人口は約6,700人であり、その大部分がペルシア語話者である。チャグチャラーン空港は街の北東約1.5kmの地点にある。

## 歴史
この地域は10世紀にガズナ朝のスルターン・マフムードによりイスラム教が広まるまで、異なる宗教を信仰する人々が共に暮らす土地であった。ゾロアスター教、仏教、その他の宗教の信者も存在し、ユダヤ人もまたこの地に暮らしていた。ガズナ朝が衰退すると、12世紀にはゴールから興ったゴール朝が実権を握った。
13世紀、この地域はチンギス・カンと彼が率いるモンゴル兵により侵攻を受けた。その後は14世紀にティムールに征服されるまで、イルハン朝によって統治された。
チャグチャラーンは、バーブルがカーブルから挙兵しムガル帝国を建国するまでの旅について記した1507年の回想録バーブル・ナーマにも登場する（当時の名称はチャフチャラーン）。当時のチャフチャラーンはヘラート、ゴール、ガズニーの間にあるガルジスタン地方に位置する都市であった。
2004年、独立系FMラジオ局（ダリー語：راديو صداي صلح、ラジオ平和の声）がチャグチャラーンで放送を開始した。これはアフガニスタンのゴール州付近では初の独立系メディアとなった。
2005年6月、国際治安支援部隊（ISAF）はリトアニア率いるゴール州の地方復興チームを結成、他にクロアチア、デンマーク、アゼルバイジャン、アイスランドの部隊が参加して地雷除去などの活動を行った。

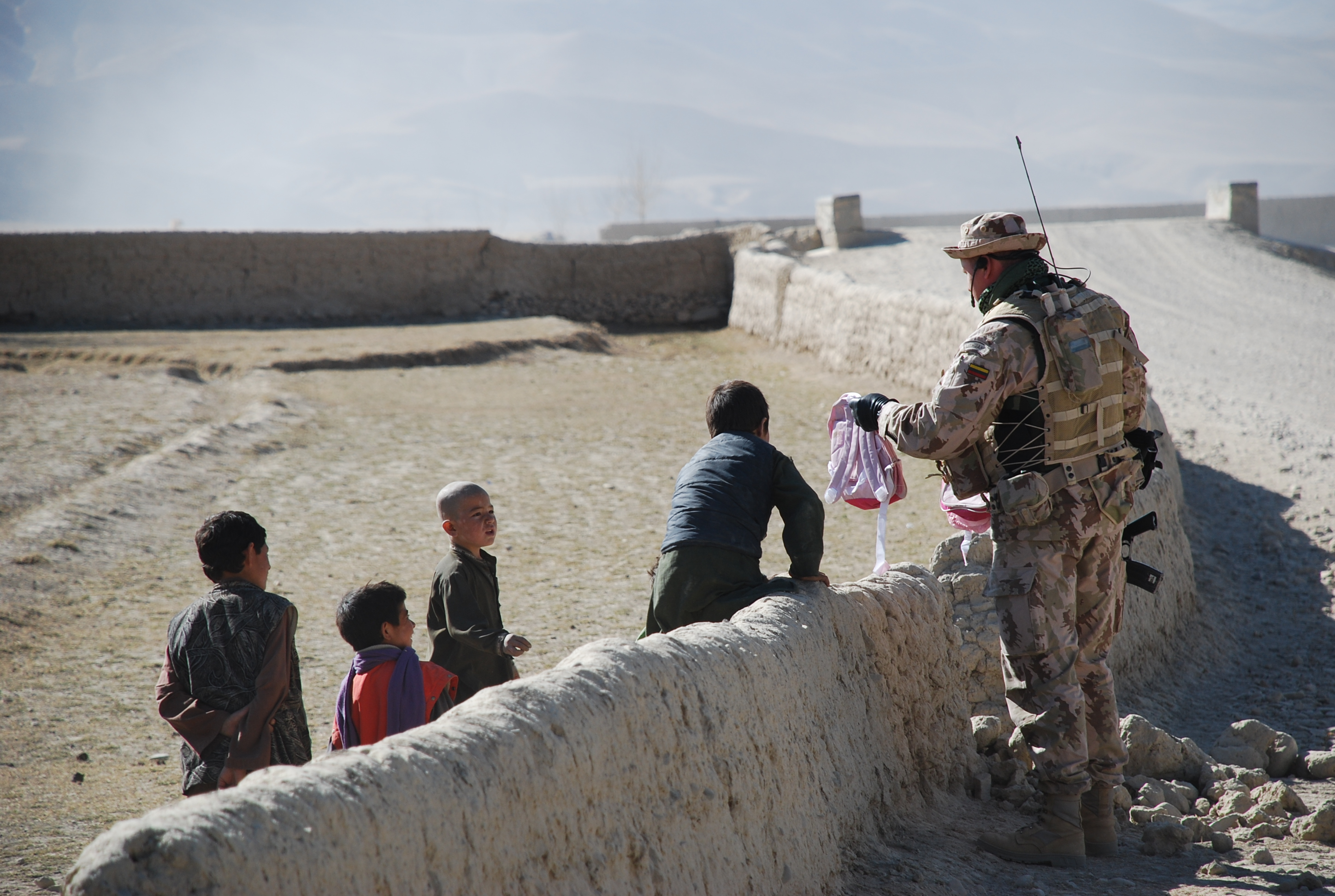
チャグチャラーンの子供たちに鞄を支給するISAF部隊

## 気候
チャグチャラーンは湿潤大陸性気候（ケッペンの気候区分ではDsb）に属し、冬は寒さが厳しく雪が降り、夏は暖かく湿度が低い。年間降水量は少なく、雨はその大部分が冬と春に記録される。
| チャグチャラーンの気候 | チャグチャラーンの気候 | チャグチャラーンの気候 | チャグチャラーンの気候 | チャグチャラーンの気候 | チャグチャラーンの気候 | チャグチャラーンの気候 | チャグチャラーンの気候 | チャグチャラーンの気候 | チャグチャラーンの気候 | チャグチャラーンの気候 | チャグチャラーンの気候 | チャグチャラーンの気候 | チャグチャラーンの気候 |
| 月                     | 1月                    | 2月                    | 3月                    | 4月                    | 5月                    | 6月                    | 7月                    | 8月                    | 9月                    | 10月                   | 11月                   | 12月                   | 年                     |
| ---------------------- | ---------------------- | ---------------------- | ---------------------- | ---------------------- | ---------------------- | ---------------------- | ---------------------- | ---------------------- | ---------------------- | ---------------------- | ---------------------- | ---------------------- | ---------------------- |
| 最高気温記録 °C （°F） | 12.0 (53.6)            | 11.5 (52.7)            | 20.6 (69.1)            | 26.8 (80.2)            | 32.3 (90.1)            | 34.6 (94.3)            | 37.4 (99.3)            | 35.0 (95)              | 33.0 (91.4)            | 27.5 (81.5)            | 21.0 (69.8)            | 16.7 (62.1)            | 37.4 (99.3)            |
| 平均最高気温 °C （°F） | −1.3 (29.7)            | 0.0 (32)               | 8.8 (47.8)             | 17.4 (63.3)            | 21.8 (71.2)            | 27.3 (81.1)            | 29.8 (85.6)            | 28.8 (83.8)            | 24.7 (76.5)            | 17.9 (64.2)            | 11.4 (52.5)            | 3.2 (37.8)             | 15.82 (60.46)          |
| 日平均気温 °C （°F）   | −9.4 (15.1)            | −7.3 (18.9)            | 1.6 (34.9)             | 9.3 (48.7)             | 12.8 (55)              | 17.2 (63)              | 19.3 (66.7)            | 17.8 (64)              | 12.4 (54.3)            | 6.9 (44.4)             | 1.5 (34.7)             | −4.4 (24.1)            | 6.48 (43.65)           |
| 平均最低気温 °C （°F） | −16.3 (2.7)            | −15.3 (4.5)            | −3.9 (25)              | 2.1 (35.8)             | 3.5 (38.3)             | 4.9 (40.8)             | 7.1 (44.8)             | 5.3 (41.5)             | −0.2 (31.6)            | −2.8 (27)              | −6.8 (19.8)            | −11.1 (12)             | −2.79 (26.98)          |
| 最低気温記録 °C （°F） | −44 (−47)              | −46.0 (−50.8)          | −26 (−15)              | −10.8 (12.6)           | −6.0 (21.2)            | −2.7 (27.1)            | 0.5 (32.9)             | −2.0 (28.4)            | −8.0 (17.6)            | −14.6 (5.7)            | −19.5 (−3.1)           | −35 (−31)              | −46 (−50.8)            |
| 降水量 mm （inch）     | 30.9 (1.217)           | 32.2 (1.268)           | 40.0 (1.575)           | 35.3 (1.39)            | 20.1 (0.791)           | 0.4 (0.016)            | 0.1 (0.004)            | 0.5 (0.02)             | 0.0 (0)                | 11.0 (0.433)           | 15.8 (0.622)           | 18.1 (0.713)           | 204.4 (8.049)          |
| 平均降雨日数           | 0                      | 1                      | 6                      | 8                      | 5                      | 0                      | 0                      | 0                      | 0                      | 3                      | 3                      | 1                      | 27                     |
| 平均降雪日数           | 8                      | 9                      | 5                      | 1                      | 0                      | 0                      | 0                      | 0                      | 0                      | 0                      | 2                      | 7                      | 32                     |
| % 湿度                 | 70                     | 71                     | 66                     | 56                     | 49                     | 39                     | 34                     | 32                     | 36                     | 44                     | 54                     | 64                     | 51.3                   |
| 平均月間日照時間       | 146.4                  | 150.2                  | 198.6                  | 223.9                  | 320.6                  | 383.9                  | 389.4                  | 358.0                  | 344.7                  | 267.7                  | 217.9                  | 154.7                  | 3,156                  |
| 出典：NOAA (1968-1983) |                        |                        |                        |                        |                        |                        |                        |                        |                        |                        |                        |                        |                        |

## 人口
チャグチャラーンの人口は約6,700人であり、ゴール州最大の都市である。チャグチャラーンに居住する主な民族としては、アイマーク人、ハザーラ人、タジク人（96%）がいる。

## 交通

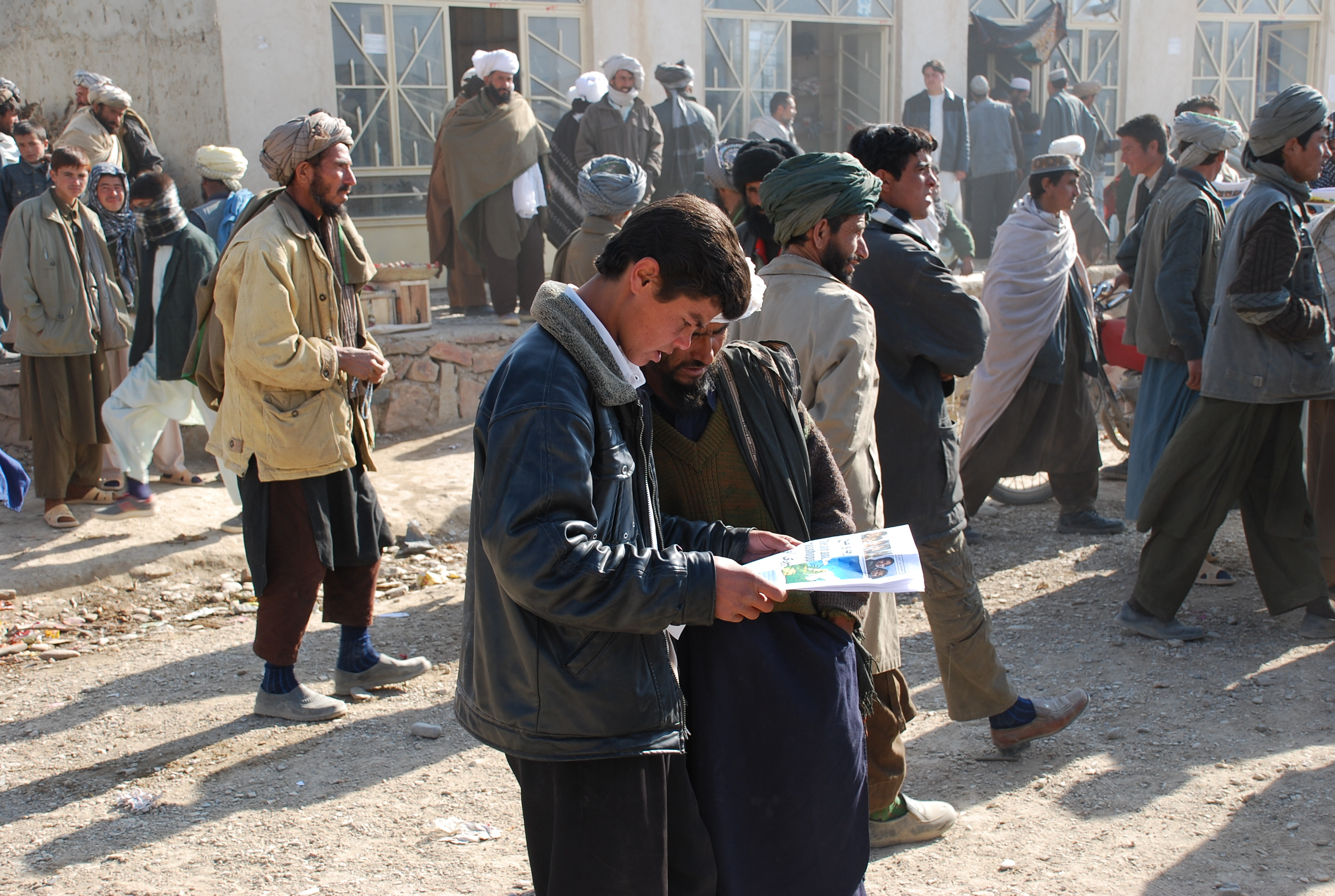
チャグチャラーンの広場

ハリー川北西部にある空港、チャグチャラーン空港はチャグチャラーンより北東に約1.5kmの地点にある。全長は約1800ｍ、未舗装、小規模～中規模の航空機が発着可能となっている。チャグチャラーンから伸びる主要道路は西のヘラートと東にある首都カーブルを結んでいる。